# Nicea de Corinto
Nicea (en griego antiguo Nίκαια, transcrito en Nikaia, ... - después de 245 a. C.) sucedió a su marido Alejandro, tirano de Corinto, y luego se casó con el futuro rey de Macedonia Demetrio II de Macedonia.

## Biografía
Esposa de Alejandro, tirano de Corinto. Cuando este murió en torno al 247 a. C.), probablemente envenenado por el rey de Macedonia, Antígono II Gónatas, sucedió a su marido en el gobierno de la ciudad.
Más tarde, probablemente en 245 a. C. o al año siguiente, el propio Antígono ofreció la mano de su hijo, Demetrio II a la viuda, ya que este, aunque casado con Estratónice, no tenía herederos varones. Durante los festejos de la boda, Antígono se aprovechó de la distracción de Nicea y de sus guardias para apoderarse de la fortaleza de la ciudad.
Las fuentes antiguas no dan otras noticias sobre Nicea. Después de ella, Demetrio II se casó con Ftía y luego con Criseida, madre de Filipo V.
Probablemente, la segunda esposa de Demetrio II sea el mismo Nicea mencionada por la Suda como la mecenas del poeta Euforión de Calcis.